# Karun Chandhok
Karun Chandhok (Madrás, Tamil Nadu, India; 19 de enero de 1984) es un expiloto indio de automovilismo. Fue piloto del equipo de Fórmula 1 Hispania Racing en 2010, y también corrió una carrera para Lotus en 2011. Además, ha sido campeón en competiciones regionales en Asia. También ha corrido en GP2 Series, WEC, Fórmula E, entre otras. Desde 2012 ejerce como comentarista y analista de automovilismo.

## Carrera deportiva

### Inicios
Su carrera profesional comienza a mediados de 2000 cuando participó en la Fórmula Maruthi de la India, donde logró el título con obtener 5 victorias. Un año más tarde se tituló campeón de la Fórmula 2000 Asia después de conquistar 8 victorias.
En 2001, Karun Chandhok pasa a ser probador en el Campeonato de Fórmula 3 Británica para el equipo Carlin Motorsport.
En 2002, obtuvo una plaza como piloto titular en el equipo T-Sport, terminando en el puesto 6.º en la Copa Nacional. En 2003, logró obtener 8 victorias que lo dejarían en el 3.º puesto de esta misma división, y al año siguiente quedó en 14.ª lugar en la división principal.

### World Series by Nissan/Renault
Para 2004, logró ingresar a la entonces World Series by Nissan con el equipo RC Motorsport, aunque sólo disputó algunas rondas de esta competición. Su mejor posición fue un cuarto puesto en Jerez, terminando en el lugar 16 al final del campeonato. Al año siguiente, volvió con RC Motorsport a disputar algunas carreras en la ahora Fórmula Renault 3.5 de la World Series, sin embargo, obtuvo peores resultados quedando en el puesto 29.
También, entre 2005 y 2006, representó al equipo nacional de la India en el campeonato de naciones A1 Grand Prix. Además, en 2006 se coronó campeón de la Fórmula V6 Asia by Renault con el equipo E-Rain tras conseguir 7 victorias y 9 pole positions de un total de 12 carreras.

### GP2 Series

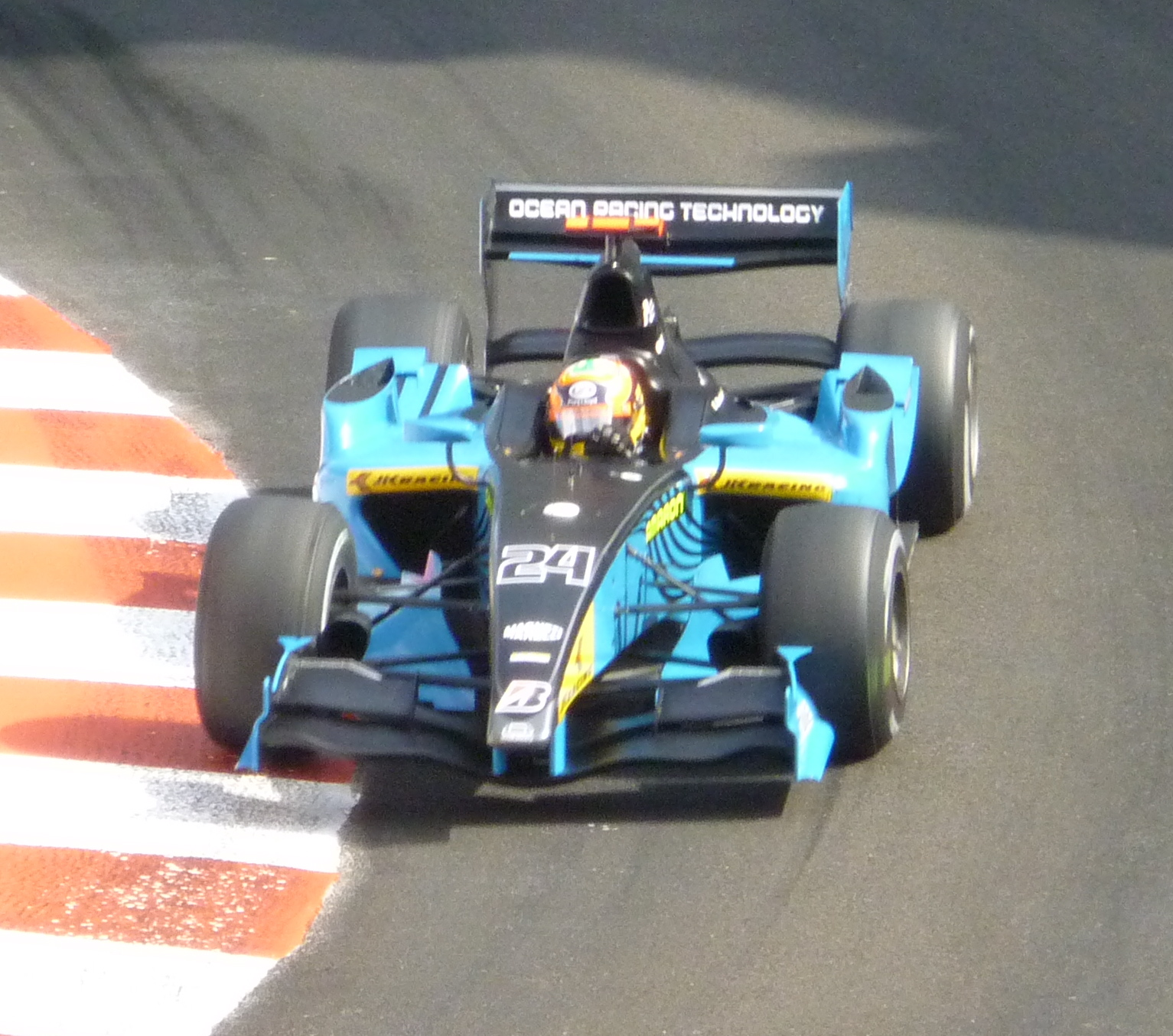
Chandhok corriendo para Ocean Racing en la temporada 2009 de la GP2 Series.

Se convirtió en piloto titular de la escudería italiana Durango para la temporada 2007 de GP2 Series junto al español Borja García. A pesar de no sumar en la primera parte de la temporada, logró sumar varios puntos para ser 15.º en el campeonato, incluyendo una victoria. En 2008, se unió al equipo iSport International con la «vista puesta» en Fórmula 1. Volvió a ganar y logró otros podios, sumando los suficientes puntos para ser 10.º. Al año siguiente fue nombrado primer piloto de la escudería portuguesa Ocean Racing Technology, y finalizó la temporada en la 18.º posición con 10 puntos y solo un podio.

### Fórmula 1

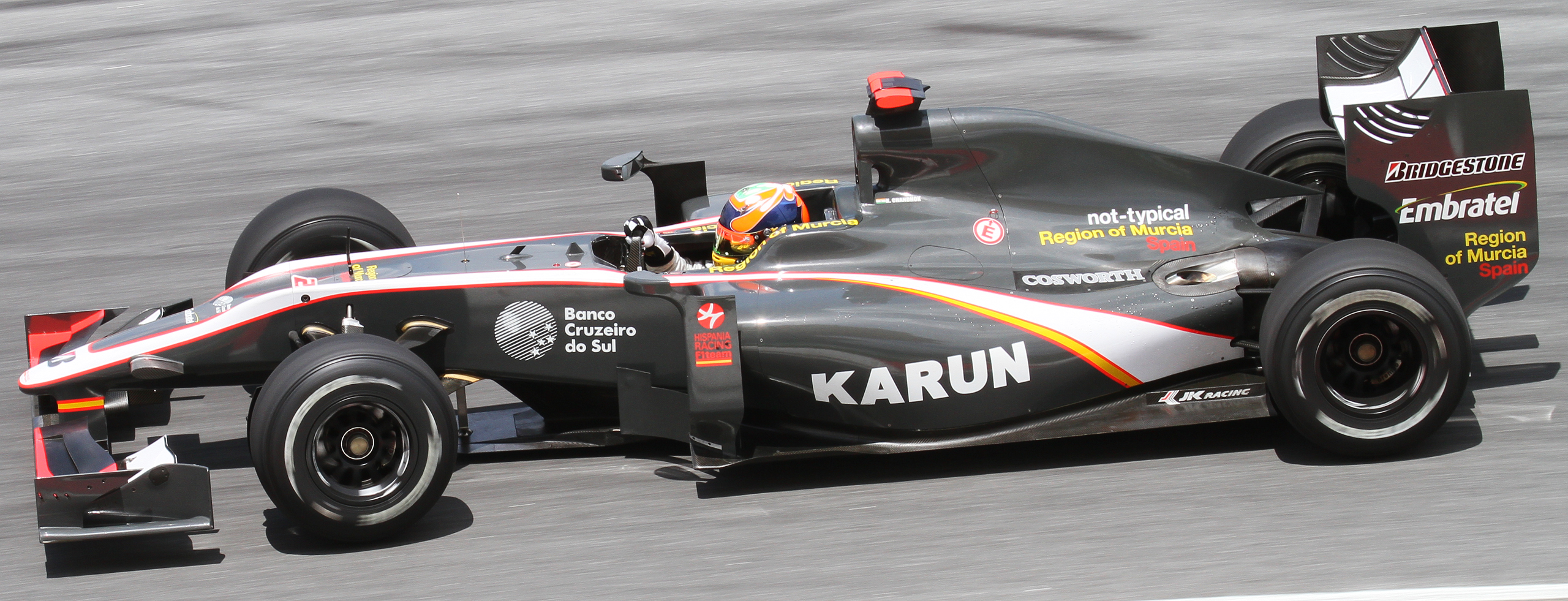
Karun al volante del Hispania F110.

José Ramón Carabante, propietario del nuevo equipo Hispania Racing, anunció el 2 de marzo de 2010 la contratación de Chandhok como piloto oficial, teniendo de compañero al brasileño Bruno Senna. Pero la escudería española no resultó ser competitiva y tanto Karun como su compañero Bruno Senna no consiguieron puntos. El indio no terminó la temporada, ya que fue sustituido por Sakon Yamamoto a partir del GP de Alemania debido a problemas con sus patrocinadores.
Chandhok siguió formando parte de Hispania el resto del año, pero sin volver a correr. De las 10 carreras que disputó Karun, logró acabar 8 y en 2 abandonó. Su mejor posición en parrilla fue un 22.º en la clasificación del GP de Australia y del GP de Malasia y su mejor posición en carrera fue un 14.º en el GP de Australia. En septiembre de ese año, Karun fue el primer piloto en dar unas vueltas al nuevo circuito de Yeongnam al volante de un Red Bull de demostración, tras recibir la invitación del equipo austriaco.

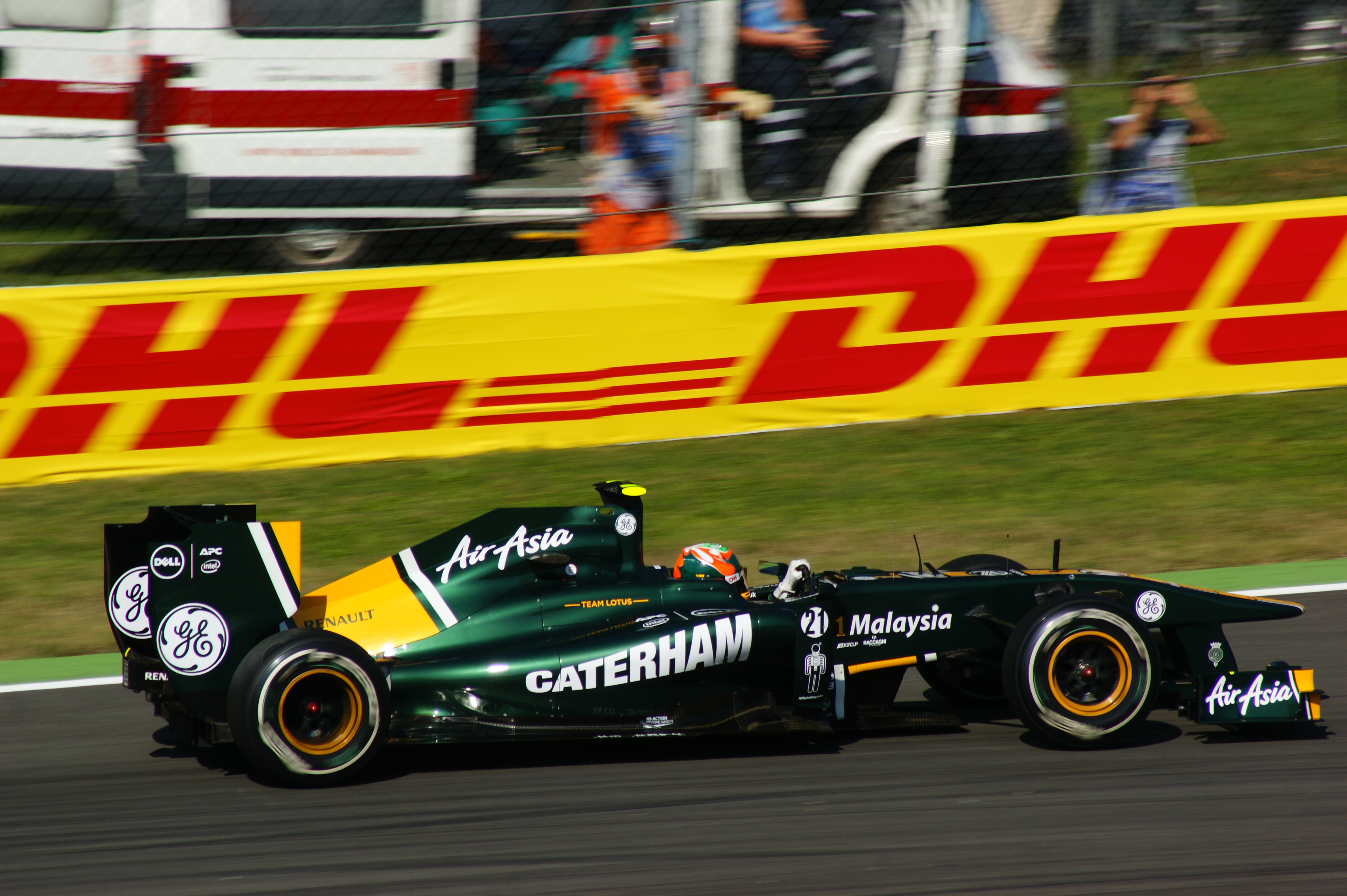
Chandhok como tercer piloto de Lotus en el GP de Italia

Karun fue uno de los pilotos reserva de Team Lotus para 2011. Durante el año pudo pilotar el Lotus T128 en varios entrenamientos libres. Incluso, en Alemania, el equipo malayo le dio la oportunidad de volver a competir en carrera al volante del monoplaza de Jarno Trulli.

### Gran turismos y sport prototipos
Luego de salir de la Fórmula 1, Chandhok se unió al equipo JRM para disputar el Campeonato Mundial de Resistencia 2012 con un prototipo HPD ARX-03a. Acompañado de David Brabham y Peter Dumbreck, obtuvo dos quintos puestos en clase en Fuji y Shangahai y un sexto en las 24 Horas de Le Mans. Por tanto, fue ubicó 19.º en el campeonato de pilotos y tercero en el trofeo de equipos privados de LMP1.
El indio disputó las 24 Horas de Le Mans 2013 con un Oreca Nissan del equipo Murphy junto a Brendon Hartley y el amateur Mark Patterson, resultando sexto en la clase LMP2. Por otra parte, compitió en cuatro fechas del Campeonato FIA GT con un Mercedes-Benz SLS AMG del equipo Seyffarth, y una fecha con un BMW Z4 de Vita4one. Resultó 18.º en el campeonato de pilotos de la clase Pro, obteniendo dos cuartos puestos y dos sextos en nueve carreras largadas. Entre 2015 y 2017, corrió dos veces en Le Mans en LMP2, además de una carrera de European Le Mans Series.

### Fórmula E
Nuevamente junto a Bruno Senna, el indio corrió en Mahindra Racing en el campeonato inaugural de Fórmula E. Fue 5.º en la carrera debut, en Pekín, y 6.º en la carrera 2, en Putrajaya, pero no volvió a sumar en el resto de la temporada. Fue sustituido por Nick Heidfeld para la temporada siguiente.

## Periodismo
En 2012, Karun ingresó a la cobertura de Sky Sports F1, donde estuvo hasta 2014. Luego trabajó para otros medios, volvió a Sky en 2019.

## Resultados

### GP2 Series
(Clave) (negrita indica pole position) (cursiva indica vuelta rápida puntuable)

| Año  | Escudería               | 1   | 1   | 2   | 2   | 3   | 3   | 4   | 4   | 5   | 5   | 6   | 6   | 7   | 7   | 8   | 8   | 9   | 9   | 10  | 10  | 11  | 11  | Pos. | Puntos | Ref.   |
| ---- | ----------------------- | --- | --- | --- | --- | --- | --- | --- | --- | --- | --- | --- | --- | --- | --- | --- | --- | --- | --- | --- | --- | --- | --- | ---- | ------ | ------ |
| 2007 | Durango                 | SAK | SAK | BAR | BAR | MON | MON | MAG | MAG | SIL | SIL | NÜR | NÜR | BUD | BUD | EST | EST | MNZ | MNZ | SPA | SPA | VAL | VAL | 15.º | 16     | [ 12 ] |
| 2007 | Durango                 | 9   | Ret | Ret | 15  | Ret | Ret | Ret | 16  | 12  | 13  | Ret | 16  | 14  | 15† | 8   | Ret | 5   | 6   | 7   | 1   | 17  | Ret | 15.º | 16     | [ 12 ] |
| 2008 | iSport International    | BAR | BAR | EST | EST | MON | MON | MAG | MAG | SIL | SIL | HOC | HOC | BUD | BUD | VAL | VAL | SPA | SPA | MNZ | MNZ |     |     | 10.º | 31     | [ 13 ] |
| 2008 | iSport International    | 9   | Ret | 4   | 12  | 3   | Ret | 7   | Ret | 3   | Ret | 8   | 1   | 4   | DNS | 15† | Ret | 10  | 7   | 11  | Ret |     |     | 10.º | 31     | [ 13 ] |
| 2009 | Ocean Racing Technology | BAR | BAR | MON | MON | EST | EST | SIL | SIL | NÜR | NÜR | BUD | BUD | VAL | VAL | SPA | SPA | MNZ | MNZ | ALG | ALG |     |     | 18.º | 10     | [ 14 ] |
| 2009 | Ocean Racing Technology | Ret | NC  | 7   | Ret | 13  | 14  | 6   | 3   | 11  | Ret | 17† | 10  | Ret | 6   | Ret | 7   | 19† | 12  | Ret | 13  |     |     | 18.º | 10     | [ 14 ] |

### GP2 Asia Series
(Clave) (negrita indica pole position) (cursiva indica vuelta rápida puntuable)

| Año     | Escudería               | 1    | 1    | 2   | 2   | 3    | 3    | 4   | 4   | 5    | 5    | 6    | 6    | Pos. | Puntos | Ref.   |
| ------- | ----------------------- | ---- | ---- | --- | --- | ---- | ---- | --- | --- | ---- | ---- | ---- | ---- | ---- | ------ | ------ |
| 2008    | iSport International    | YMC1 | YMC1 | SEN | SEN | KUA  | KUA  | SAK | SAK | YMC2 | YMC2 |      |      | 13.º | 7      | [ 15 ] |
| 2008    | iSport International    | 7    | 3    | Ret | 13  | Ret  | 7    | 8   | Ret | Ret  | Ret  |      |      | 13.º | 7      | [ 15 ] |
| 2008-09 | Ocean Racing Technology | SHA  | SHA  | DUB | DUB | SAK1 | SAK1 | LOS | LOS | KUA  | KUA  | SAK2 | SAK2 | 26.º | 0      | [ 16 ] |
| 2008-09 | Ocean Racing Technology |      |      |     |     |      |      |     |     |      |      | 9    | Ret  | 26.º | 0      | [ 16 ] |

### Fórmula 1
(Clave) (negrita indica pole position) (cursiva indica vuelta rápida)

| Año     | Escudería               | 1       | 2      | 3      | 4      | 5       | 6       | 7       | 8      | 9      | 10     | 11  | 12     | 13     | 14  | 15     | 16     | 17     | 18  | 19  | Pos. | Puntos |
| ------- | ----------------------- | ------- | ------ | ------ | ------ | ------- | ------- | ------- | ------ | ------ | ------ | --- | ------ | ------ | --- | ------ | ------ | ------ | --- | --- | ---- | ------ |
| 2010    | Hispania Racing F1 Team | BHR Ret | AUS 14 | MYS 15 | CHN 17 | ESP Ret | MON Ret | TUR 20† | CAN 18 | EUR 18 | GBR 19 | GER | HUN    | BEL    | ITA | SIN    | JPN    | RCO    | BRA | ABU | 22.º | 0      |
| 2011    | Team Lotus              | AUS TD  | MYS    | CHN    | TUR TD | ESP     | MON     | CAN     | EUR TD | GBR TD | GER 20 | HUN | BEL TD | ITA TD | SIN | JPN TD | RCO TD | IND TD | ABU | BRA | 28.º | 0      |
| Fuente: |                         |         |        |        |        |         |         |         |        |        |        |     |        |        |     |        |        |        |     |     |      |        |

### Campeonato Mundial de Resistencia de la FIA
(Clave) (negrita indica pole position) (cursiva indica vuelta rápida)

| Año  | Escudería | Clase | Automóvil        | 1   | 2   | 3   | 4   | 5   | 6   | 7   | 8   | Pos. | Puntos | Ref.   |
| ---- | --------- | ----- | ---------------- | --- | --- | --- | --- | --- | --- | --- | --- | ---- | ------ | ------ |
| 2012 | JRM       | LMP1  | HPD ARX-03-Honda | SEB | SPA | LMS | SIL | SÃO | BHR | FUJ | SHA | 10.º | 50.5   | [ 17 ] |
| 2012 | JRM       | LMP1  | HPD ARX-03-Honda | 12  | 9   | 5   | 7   | 9   | Ret | 5   | 5   | 10.º | 50.5   | [ 17 ] |